# Morgan Griffith
Howard Morgan Griffith (Filadelfia, 15 marzo 1958) è un politico statunitense, membro della Camera dei Rappresentanti per lo stato della Virginia.

## Biografia
Nato a Filadelfia, Griffith crebbe in Virginia e dopo la laurea in legge intraprese la professione di avvocato.
Entrato in politica con il Partito Repubblicano, nel 1993 venne eletto all'interno della legislatura statale della Virginia dove rimase per diciassette anni.
Nel 2010 decise di candidarsi alla Camera dei Rappresentanti e sfidò il deputato democratico Rick Boucher, in carica da ventotto anni. Griffith riuscì a sconfiggere di misura Boucher e divenne così deputato, per poi essere riconfermato nelle successive tornate elettorali.